# Karlstad (commune)
La commune de Karlstad est une commune suédoise du comté de Värmland. 94 700 personnes y vivent en 2020. Son chef-lieu se situe à Karlstad.

## Localités principales

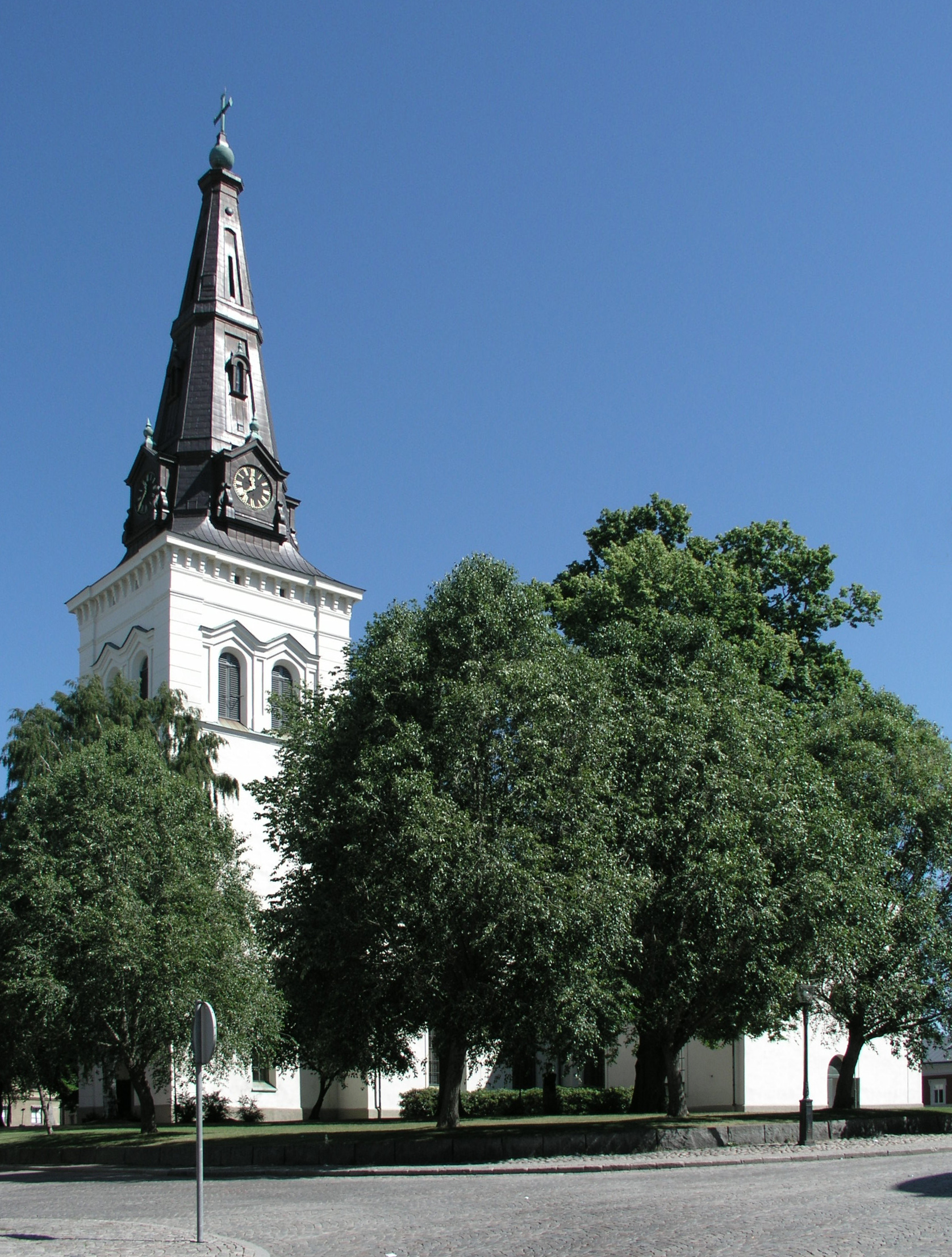
L'église à Karlstad

- Alster
- Edsvalla
- Karlstad
- Molkom
- Skåre
- Skattkärr
- Vålberg
- Vallargärdet
- Väse